# Moritz Pretzsch

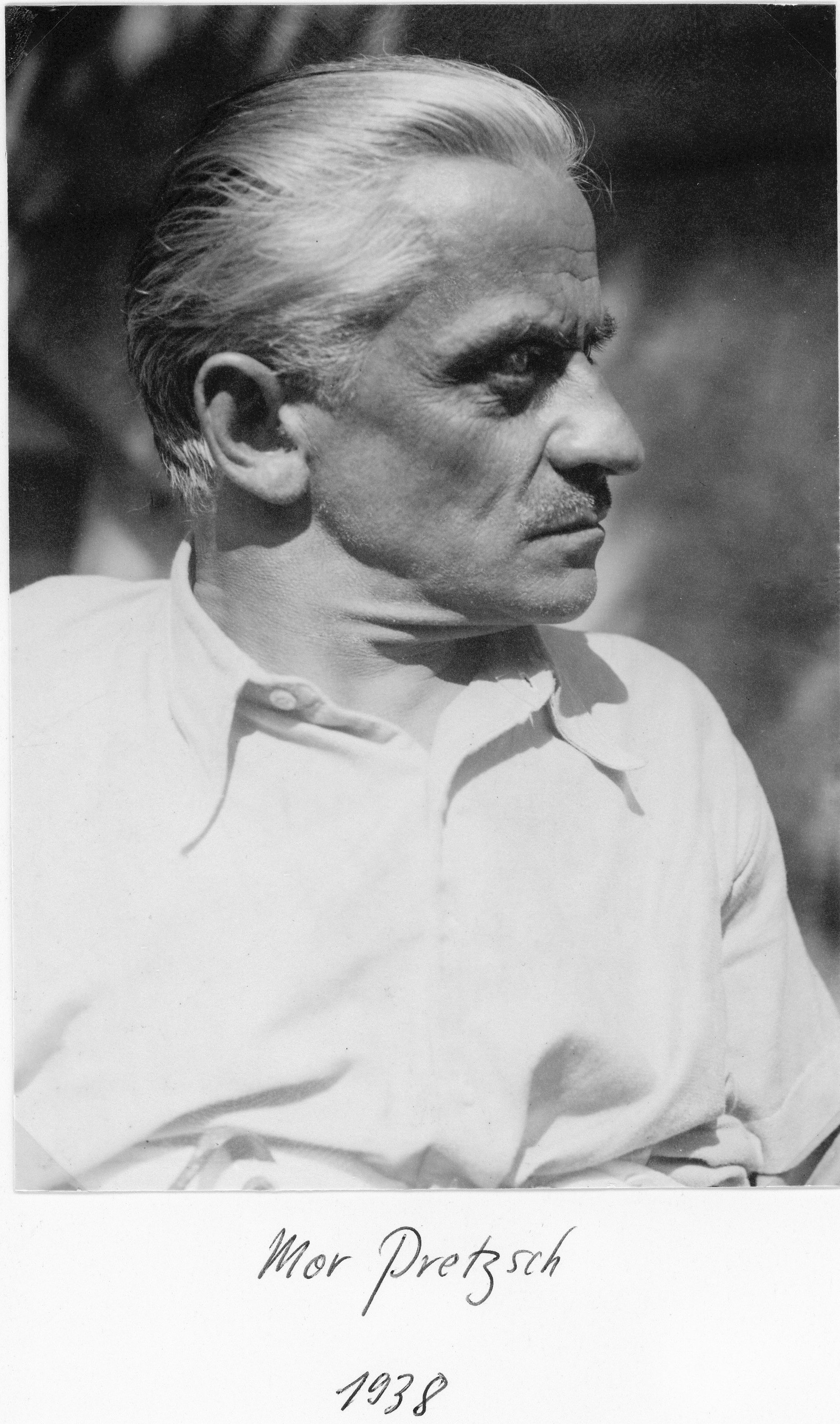
Moritz Bernhard Pretzsch, 1938

Moritz Bernhard Pretzsch (* 7. November 1885 in Friedenau; † 12. Mai 1939 in Alt Ruppin) war ein Neuruppiner Landschaftsmaler und Radierer.

## Leben und Werk

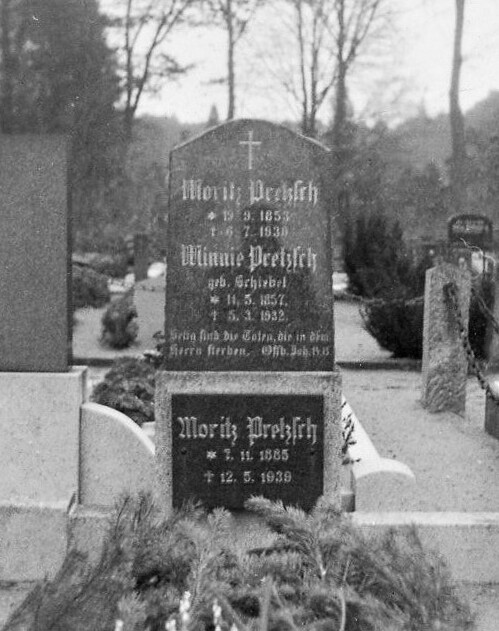
Grabstätte von Moritz Pretzsch in Altruppin

Pretzsch stammt aus einem wohlhabenden Elternhaus. Seine Eltern waren Minni und Moritz Pretzsch. Er wuchs zunächst in Berlin, später in Alt Ruppin in der Mark auf. Dort hatte er später auch sein Atelier in einem Nebengelass des Hauses.
In seiner frühen Kindheit erkrankte Pretzsch an Polio und war seitdem auf den Rollstuhl angewiesen. Seine gesamte Motorik bis auf die linke Hand war eingeschränkt. Dennoch nahm er in Berlin Unterricht bei den  impressionistischen Malern Hans Licht und Karl Holleck-Weithmann.
Pretzsch schuf Zeichnungen, Radierungen, Aquarelle und Ölgemälde. Tätig war er in der Natur von Alt Ruppin und Umgebung sowie auch an der Ostseeküste und in Mecklenburg, wo er seine Motive fand. Geld verdiente er unter anderem durch die Erstellung von Postkarten, Illustrationen für Zeitschriften oder Bildersammlungen, allesamt als Radierungen ausgeführt.
Durch Pretzsch entstanden zahlreiche grafische Darstellungen mit Neuruppiner und Alt Ruppiner Motiven. Seine wenigen Ölgemälde, meist auf Malkarton geschaffen, sind stark impressionistisch geprägt und in späteren Jahren seines Schaffens im Pointillismus-Stil ausgeführt. Seine Radier-Werke Unwetter und Heidebirken aus dem Jahr 1909 befinden sich im Kupferstichkabinett Berlin. Viele seiner mit Holzschnitzdruck erstellten Exlibris sind im Heimatmuseum in Neuruppin zu finden.
Pretzsch war Mitglied im  Reichsverband bildender Künstler Berlin, im Deutschen Künstlerbund Weimar und im Thüringer Ausstellerverband bildender Künstler.

## Ausstellungen (Auswahl)
- 1. Werdandi-Ausstellung[2]
- Große Berliner Kunstausstellung 1904[3]
- Große Berliner Kunstausstellung 1905[4]
- Große Berliner Kunstausstellung 1916[5]
- 5. Ausstellung der Vereinigung bildender Künstler, Berlin 1916[6]

## Galerie

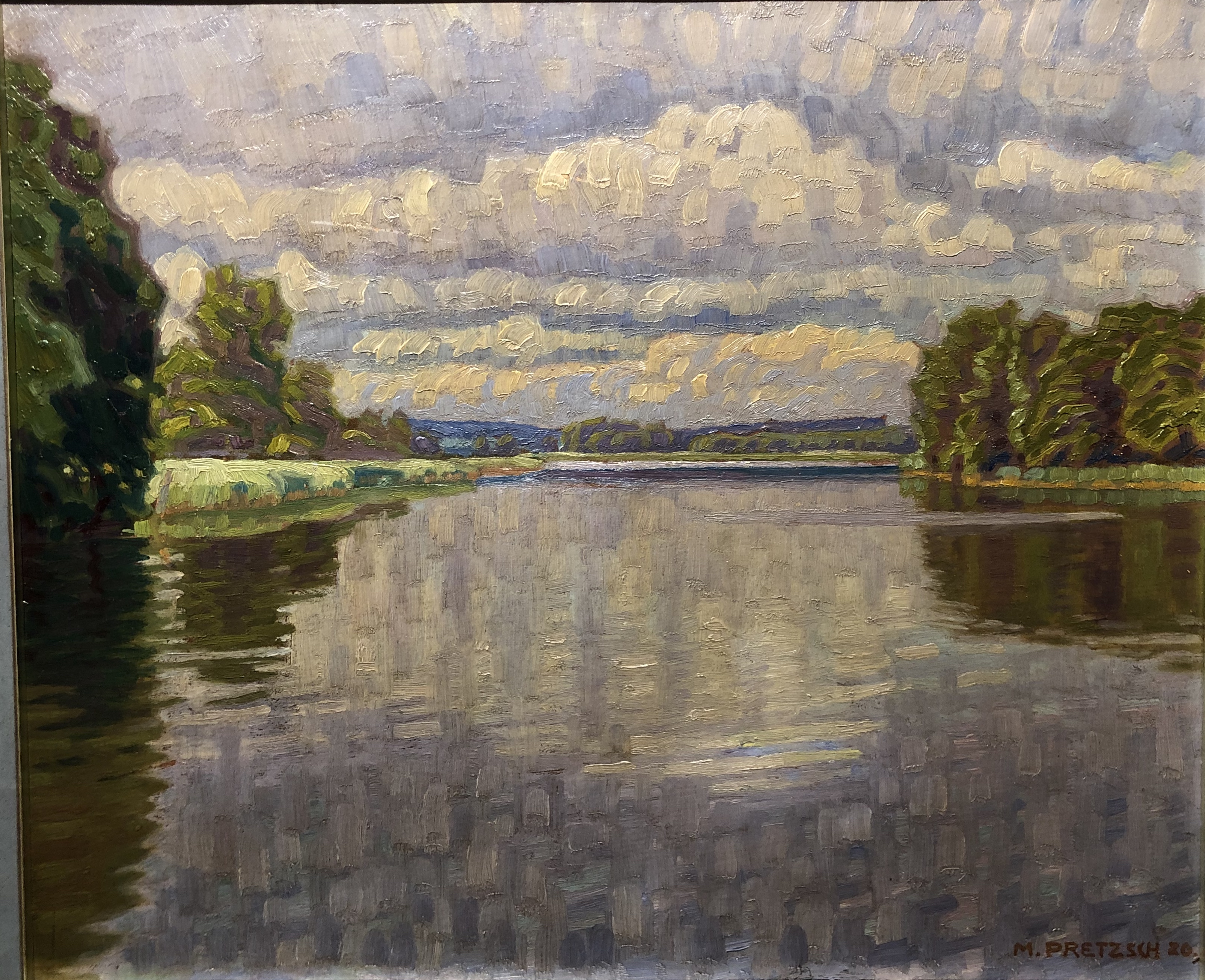
Am See, 1939, Privatbesitz
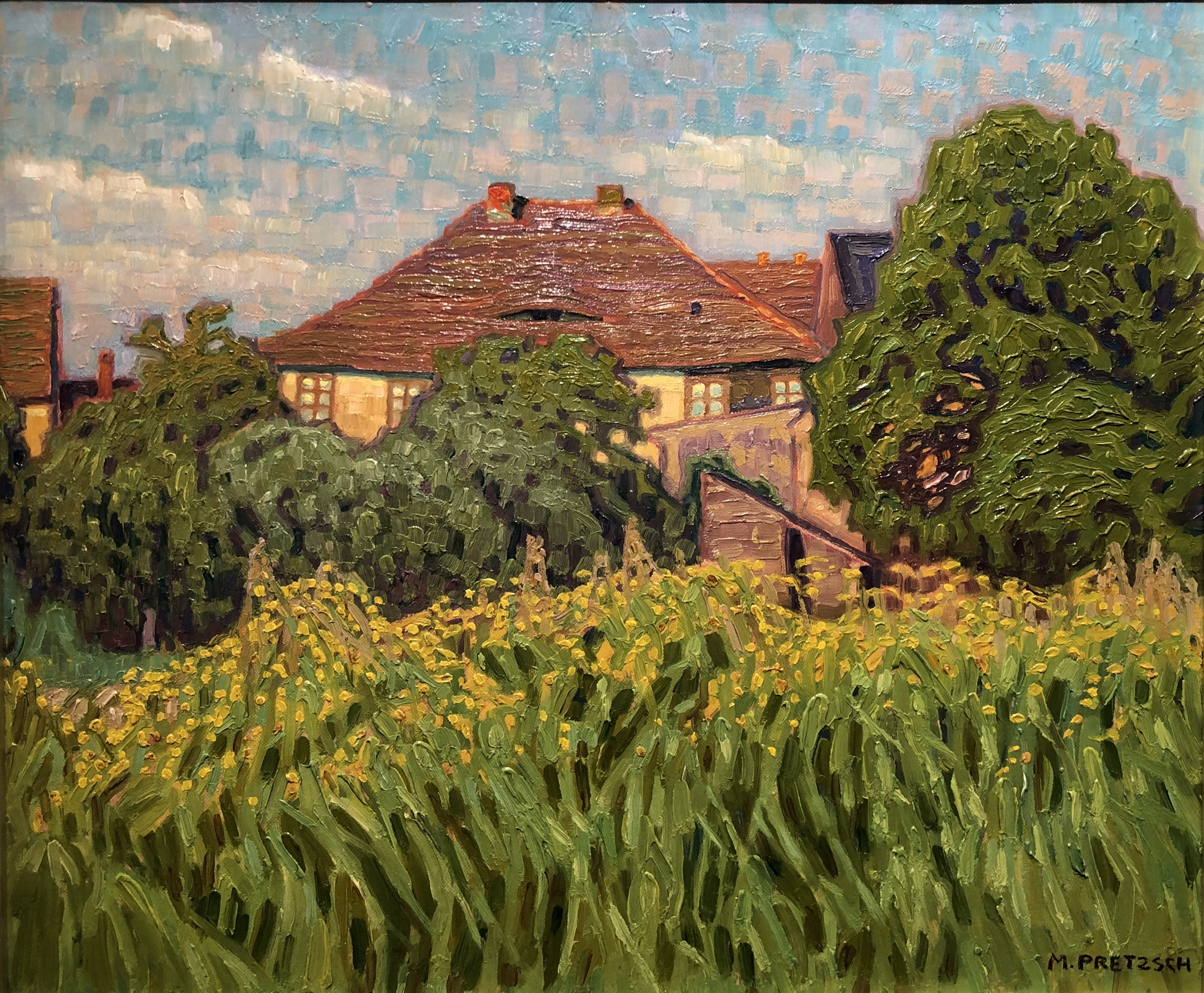
Alt Ruppin, 1929, Privatbesitz